# SdKfz 11
El Sd.Kfz.11 ( Sonderkraftfahrzeug - vehículo motorizado especial ) era un tractor de artillería semioruga que vio un uso muy extendido en la Segunda Guerra Mundial. Su función primaria fue el remolque de piezas de artillería medianas que iban desde los cañones antiaéreos 3,7 cm FlaK 18/36/37/43 hasta los obuses ligeros de campaña de 10,5 cm leFH 18; acomodaba ocho soldados, además de remolcar una pieza de artillería o un remolque.

## Diseño y desarrollo
El primer diseño de este tractor ligero semioruga se debe al ingeniero Heinrich Ernst Kniepkamp del Departamento del Automóviles Militares (Waffenprüfämte 6) en 1933. Sus diseños fueron más tarde entregados a empresas comerciales para su desarrollo y pruebas. La firma Borgward recibió el contrato para el desarrolló un vehículo semioruga ligero de 3 t. Su primer prototipo basado en los diseños de Kniepkamp, y fabricado en Hastedt por la firma Hansa-Lloyd Werke, filial de Borgward el HL. kl.2 fue producido en 1933. Tenía un motor de seis cilindros y 71 cv (72 PS) Hansa-Lloyd Tipo 3500 L montado en la parte delantera, transmisión Hansa-Lloyd-Goliat de cuatro + una velocidades y un peso de 5 toneladas, al que le siguió en 1936 el prototipo mejorado HL. kl.3.
El primer modelo de producción fue el HL.kl.5 que todavía utilizaba el motor 3500 L y la transmisión Hansa-Lloyd-Goliat; pesaba 6,5 t y, podía llevar una carga útil de 1.500 kg y un remolque con 3 t de carga. 505 fueron fabricados por Hansa-Lloyd entre 1936-1938 al precio de 20.000 reichsmarks por unidad.
En 1938 se traspasa a la firma Hanomag la fabricación del vehículo, diseñando el H kl 6 que inicialmente utilizó un motor Maybach TUKR HL 38 que fue sustituido a principios de la producción por el HL42 TUKRM. También se sustituye la transmisión Hansa-Lloyd-Goliat por la Hanomag U 50 y se amplió el depósito de combustible hasta 110 litros; el peso del vehículo subió a 7.200 kg, y la carga útil también aumentó a 1.800 kg.
Inicialmente construyeron el Sd.Kfz. 11 Borgward y Hanomag pero más tarde se adhirieron al plan de producción las fábricas Adlerwerke de Frankfurt-am-Main , Horch de Zwickau y Škoda de Mladá Boleslav . El 20 de diciembre de 1942 estaban en servicio 4.209 unidades; 2.133 fueron construidos en 1943 y 1.308 en 1944. En total, fueron construidos más de 9.000 hasta 1945.

## Variantes
Sd.Kfz. 11/1
transporte de munición de los morteros pesados Nebelwerfer 35 y Nebelwerfer 40 de 100 mm. El compartimento de municiones tenía bastidores para mantener los proyectiles y sus propelentes con puertas de apertura lateral.
Sd.Kfz. 11/2
el Sd.Kfz. 11/2 era un vehículo de descontaminación química equipado con un esparcidor con capacidad de 70 kg y el espacio para ocho barriles de productos químicos de descontaminación; solo quedaba había espacio para tres miembros de la tripulación. Los barriles estaban almacenados en la plataforma sobre vías con carriles exteriores plegables.
Sd.Kfz. 11/3
El Sd.Kfz. 11/3 estaba equipado con un tanque de 500 l y sistema de aspersión para establecer barreras de gas venenoso. La boquilla de pulverización permitía un balanceó hacia atrás y adelante para cubrir una anchura de 16 m. En 1937 se construyeron 125 unidades.
Sd.Kfz. 11/4
vehículo de transporte de munición para las unidades que utilizaban el lanzacohetes múltiple 15 cm Nebelwerfer 41. Sus bastidores de municiones podrían llevar granadas de mortero de 105 mm, cohetes de 150 o 210 mm, así como la tripulación de seis hombres del lanzador.
Sd.Kfz. 11/5
vehículo de municionamiento para las unidades (Nebeltruppe) que utilizaban los lanzacohetes Nebelwerfer. A diferencia de los vehículos anteriores se le instaló un cuerpo superior de madera con dos compartimentos. El compartimento de carga hacia adelante fue abierto por arriba y carecía de los bastidores de los modelos anteriores. El compartimiento trasero tripulación tenía una banqueta frente a la parte trasera del vehículo con bastidores de fusil a cada lado del asiento.